# Circulation Research
Circulation Research (skrót: Circ Res) – wiodące naukowe czasopismo kardiologiczne o zasięgu międzynarodowym; wydawane w Stanach Zjednoczonych od 1953. Oficjalny organ American Heart Association. Dwutygodnik.
Czasopismo jest częścią rodziny tytułów naukowych wydawanych przez American Heart Association/American Stroke Association (AHA/ASA). Pokrewne czasopisma wydawane przez AHA/ASA to: „Circulation", „Arteriosclerosis, Thrombosis, and Vascular Biology", „Hypertension", „Stroke", „JAHA – Journal of the American Heart Association", „Circulation: Arrhythmia and Electrophysiology", „Circulation: Cardiovascular Genetics", „Circulation: Cardiovascular Imaging", „Circulation: Cardiovascular Interventions", „Circulation: Cardiovascular Quality and Outcomes" oraz „Circulation: Heart Failure". Kwestie wydawniczo-techniczne tytułu leżą w gestii medycznej marki wydawniczej Lippincott Williams & Wilkins, która należy do koncernu Wolters Kluwer. 
Tytuł jest recenzowany i adresowany do klinicystów i akademików, naukowców zajmujących się chorobami układu krążenia, fizjologów, biologów komórkowych i molekularnych oraz farmakologów chorób sercowo-naczyniowych. Rocznie publikuje łącznie około 3 300 stron. Zaakceptowane do publikacji prace stanowią 13% wszystkich nadesłanych (2017). Czasopismo publikuje prace z zakresu różnych dyscyplin naukowych (biologii, biochemii, biofizyki, biologii komórkowej, biologii molekularnej, morfologii, patologii, fizjologii i farmakologii) dotyczące m.in. terapii komórkowej, arytmii, terapii genowej, komórek macierzystych oraz zagadnień pokrewnych.
Pismo ma współczynnik wpływu impact factor (IF) wynoszący 13,965 (2016) oraz wskaźnik Hirscha równy 289 (2017). W międzynarodowym rankingu SCImago Journal Rank (SJR) mierzącym wpływ, znaczenie i prestiż poszczególnych czasopism naukowych „Circulation" zostało sklasyfikowane na 4. miejscu (zaraz za „Journal of the American College of Cardiology”, „Circulation" oraz „European Heart Journal") wśród czasopism z dziedziny kardiologii i medycyny sercowo-naczyniowej (na podstawie średniej liczby ważonych cytowań w latach 2013–2015). W polskich wykazach czasopism punktowanych przez Ministerstwo Nauki i Szkolnictwa Wyższego czasopismo otrzymywało w latach 2013-2016 maksymalną liczbę punktów, po 50.
Czasopismo jest indeksowane w BIOSIS, CAB Abstracts, Chemical Abstracts, Current Contents, EMBASE oraz MEDLINE.
Redaktorami naczelnymi (ang. editor-in-chief) „Circulation Research" byli kolejno:
- Carl J. Wiggers, 1953-1957
- Carl F. Schmidt, 1958-1962
- Eugene M. Landis, 1963-1966
- Julius H. Comroe, Jr., 1966-1970
- Robert M. Berne, 1971-1975
- Brian F. Hoffman, 1976-1981
- Francis Abboud, 1981-1986
- Harry A. Fozzard, 1986-1991
- Stephen F. Vatner, 1991-1999
- Eduardo Marbán, 1999-2009
- Roberto Bolli, 2009-